# 존 애시크로프트
존 데이비드 애시크로프트(영어: John David Ashcroft, 1942년 5월 9일 ~ )는 미국의 변호사, 로비스트, 전 정치인이며, 조지 W. 부시 대통령 아래에서 2001년부터 2005년까지 제79대 미국 법무부 장관을 지냈다. 미주리주 출신의 공화당원인 애시크로프트는 1995년부터 2001년까지 미국 상원에서 미주리를 대표했으며, 이전에는 미주리주 제29대 감사관 (1973년~1975년), 제38대 법무장관 (1976년~1985년), 제50대 주지사 (1985년~1993년)를 역임했다. 이후 그는 워싱턴 D.C.에 본사를 둔 로비 회사인 애시크로프트 그룹을 설립했다.
애시크로프트는 1960년 힐크레스트 고등학교를 졸업한 후, 예일 대학교에서 문학사 학위를, 시카고 대학교 법학대학원에서 법무박사 학위를 받았다. 그는 연방 하원의원 선거에 출마했으나 낙선한 뒤, 1974년 미주리주 감사관에 선출되었다. 이후 미주리주 법무장관으로 두 차례 연속 임기를 지냈고, 미주리주 주지사로도 두 차례 연속 재임하며 공화당 후보로는 주 역사상 처음으로 이러한 기록을 세웠다. 그는 현재까지 두 번의 연속 임기를 모두 마친 유일한 미주리주 공화당 주지사이다. 또한 1995년부터 2001년까지 미주리를 대표하는 연방 상원의원을 한 차례 지냈으며, 2000년 재선 도전에서 낙선했다. 애시크로프트는 미주리 주정부에서 초기 임명직을 거쳤고, 존 댄포스의 지도 아래 정치적 성장을 이루었다. 그는 정치와 윤리에 관한 여러 권의 저서를 집필하기도 했다.
2000년 조지 W. 부시가 대통령에 당선된 후, 그는 애시크로프트를 미국 법무부 장관으로 지명했다. 법무장관 재직 시절, 애시크로프트는 9·11 테러 이후 제정된 미국 애국자법의 핵심 지지자였으며, 테러 용의자에 대한 고문 사용을 옹호한 인물로 알려져 있다. 그는 2005년 2월, 법무장관직에서 물러났으며, 앨버토 곤잘러스가 후임으로 임명되었다. 2011년부터 애시크로프트는 민간군사기업 아카데미 (구 블랙워터)의 이사회 구성원으로 활동하고 있으며, 보수적 기독교 성향의 리젠트 대학교 로스쿨에서 교수로 재직 중이다. 이 학교는 생전에 텔레복음 설교자로 활동했던 팻 로버트슨과 연관되어 있다. 그는 또한 연방주의자협회의 회원이기도 했다. 그의 아들 제이 애시크로프트 역시 정치인으로, 2017년부터 2025년까지 미주리주 국무장관을 지냈으며, 2024년 주지사 선거에 출마했으나 낙선했다.

## 법무부 장관
2000년 12월, 상원의원 선거에서 패배한 후 애시크로프트는 조지 W. 부시 대통령 당선인에 의해 미국 법무부 장관으로 지명되었다. 그는 상원 표결에서 58대 42로 인준을 받았으며, 다수의 민주당 상원의원들이 그가 과거에 학교 인종 통합을 위한 스쿨버스 운행에 반대한 점과 낙태에 대한 반대 입장을 이유로 그의 지명에 반대하였다. 지명 당시, 그는 연방주의자협회의 회원으로 알려져 있었다.
2001년 5월, FBI는 오클라호마시티 폭탄 테러 수사와 관련된 수천 건의 문서를 분실했다고 발표하였다. 이에 따라 애시크로프트는 해당 테러로 사형 선고를 받은 티머시 맥베이의 형 집행을 30일간 유예하였다.
2001년 7월부터 애시크로프트는 전용기를 이용한 항공 이동만을 하게 되었다. 이에 대한 질문이 제기되자 법무부는 FBI가 실시한 "위협 평가"에 따른 조치였다고 설명하였다. 그러나 FBI와 법무부는 구체적인 위협의 내용, 위협을 제기한 인물, 그리고 발생 시점 등에 대해서는 밝히지 않았다. CIA 또한 내각 구성원에 대한 구체적인 위협을 인지하고 있지 않았다고 밝혔다. 당시 애시크로프트는 내무부 및 에너지부 장관 (각 부처의 임무상 전용기 이용이 필요한 경우)을 제외하고 전용기를 이용한 유일한 내각 구성원이었다.